# Moisés Arteaga
Moisés García Fernández  (Cádiz, 1 de septiembre de 1969), más conocido como Arteaga, es un exfutbolista y entrenador de fútbol español que actualmente dirige al Europa Football Club que compite en la Primera División de Gibraltar.

## Trayectoria

### Como jugador
Jugaba de centrocampista. Salido de la cantera del Cádiz CF, donde coincidió con una de las mejores hornadas de canteranos de la historia cadista (Kiko Narváez, Mami Quevedo, José Manuel Barla, Fali Benítez, Javi), disputó un total de 12 temporadas en primera, jugando 9 temporadas en el RCD Espanyol de Barcelona, donde ganó la Copa del Rey del 2000, siendo capitán del equipo catalán.

### Como entrenador
Durante la temporada 2011-2012 ejerció como segundo entrenador del Club Deportivo Badajoz hasta que en enero de 2012 toma el mando como primer entrenador tras la marcha de Torres Mestre.
El 9 de abril de 2012, después de que la afición del club extremeño haya pedido insistentemente su dimisión en varios partidos disputados como local, es destituido como máximo responsable técnico del equipo. Sus números al frente del CD Badajoz fueron de 2 victorias, 4 empates y 8 derrotas, 10 puntos de 42 posibles, en 14 partidos al frente del equipo que además ha recibido 25 goles y marcado 18.
El 29 de marzo de 2022, se convierte en entrenador del Europa Football Club de la Primera División de Gibraltar, tras la destitución de Rafael Escobar.

## Clubs

### Como jugador
| Club                     | País   | Año       |
| ------------------------ | ------ | --------- |
| Cádiz Club de Fútbol "B" | España | 1988-1989 |
| Cádiz Club de Fútbol     | España | 1989-1993 |
| RCD Espanyol             | España | 1993-2001 |
| Rayo Vallecano           | España | 2001-2002 |
| RCD Espanyol             | España | 2002-2003 |
| Chiclana Club de Fútbol  | España | 2003-2007 |

### Como entrenador
| Club                                   | País      | Año             |
| -------------------------------------- | --------- | --------------- |
| Club Deportivo Badajoz (2º entrenador) | España    | 2011-2012       |
| Club Deportivo Badajoz                 | España    | 2012            |
| Europa Football Club                   | Gibraltar | 2022-Actualidad |

## Palmarés

### Como jugador
| Título       | Club                      | País   | Año  |
| ------------ | ------------------------- | ------ | ---- |
| Copa del Rey | RCD Espanyol de Barcelona | España | 2000 |